# Ziaur Rahman (szachista)
Ziaur Rahman, beng. জিয়াউর রহমান (ur. 1 maja 1974 w Bangladeszu, zm. 5 lipca 2024 w Dhace) – banglijski szachista, drugi arcymistrz w historii Bangladeszu (tytuł otrzymał w 2002 roku).

## Kariera szachowa
Do ścisłej czołówki szachistów Bangladeszu należy od końca lat 80. XX wieku. W latach 1988, 1994, 1996, 1998, 1999, 2001, 2002, 2004 i 2005, 2008 i 2014 jedenastokrotnie zdobył tytuły indywidualnego mistrza kraju. Pomiędzy 1986 a 2014 r. trzynastokrotnie wystąpił na szachowych olimpiadach, natomiast w latach 1987, 1991 i 2009 – trzykrotnie w drużynowych mistrzostwach Azji.
W 1988 r. reprezentował swój kraj na rozegranych w Adelaide mistrzostwach świata juniorów do lat 20. W kolejnych latach wielokrotnie startował w międzynarodowych turniejach, sukcesy odnosząc m.in. w:
- Scarborough (1999, mistrzostwa Wielkiej Brytanii, dz. II m. za Julianem Hodgsonem, wspólnie z Peterem Wellsem i Abhijitem Kunte),
- Hamburgu (2001, dz. I m. wspólnie z m.in. Pawłem Kocurem, Vasiliosem Kotroniasem, Alikiem Gerszonem i Klausem Bischoffem),
- Sautron (2001, dz. II m. za Andrei Istrățescu, wspólnie z m.in. Walerijem Niewierowem, Cyrilem Marcelinem, Arturem Koganem, Alexandre Dgebuadze i Borysem Czatałbaszewem),
- Kalkucie (2001, dz. III m. za Andriejem Charłowem i Josephem Gallagherem, wspólnie z Maksimem Sorokinem, Jewgienijem Władimirowem, Wiktorem Michalewskim, Chandą Sandipanem i Ehsanem Ghaemem Maghamim),
- Dhace (2003, dz. I m. wspólnie z Siergiejem Tiwiakowem i Maratem Dżumajewem oraz 2004, I m.),
- Madrasie (2004, dz. II m. za Tachir Wachidowem, wspólnie z Siergiejem Iskusnychem, Pawłem Smirnowem, Szukratem Safinem i Aleksandrem Fominychem),
- Hajdarabadzie (2006, dz. I m. wspólnie z m.in. Pawłem Kocurem, Chakkravarthy Deepanem i Surya Gangulym),
- Kuala Lumpur (2006, dz. I m. wspólnie z m.in. Darwinem Laylo i Đào Thiên Hải),
- New Delhi (2007, dz. II m. za Aleksiejem Driejewem, wspólnie z m.in. Ahmedem Adlym, Enamulem Hossainem, Abdullahem Al-Rakibem i Surya Gangulym)[9],
- Mumbaju (2008, dz. I m. wspólnie z Michałem Krasenkowem, Humpy Koneru, Abhijitem Kunte, Antonem Filippowem i Saidali Juldaczewem)[10],
- Katmandu (2015, I m., turniej strefowy)[11].

Najwyższy ranking w dotychczasowej karierze osiągnął 1 października 2005 r., z wynikiem 2570 punktów zajmował wówczas 1. miejsce wśród banglijskich szachistów.